# 内部エネルギー
内部エネルギー（ないぶエネルギー、英語: internal energy）は、系の熱力学的な状態を表現する、エネルギーの次元をもつ示量性状態量の一つである。系が全体として持っている力学的エネルギー（運動エネルギーと位置エネルギー）に対する用語として、内部エネルギーと呼ばれる。記号は U や E で表されることが多い。
名称はウィリアム・トムソンとルドルフ・クラウジウスによる。

## 定義
系がある平衡状態から何らかの過程を経て再び平衡状態へと達したとき、始状態と終状態での内部エネルギーの変化量は、系の内外のエネルギーの収支、つまり、外部から系に流入した熱的、物質的なエネルギーと系が外部にした仕事の差となる。
始状態を X0、終状態を X1 として、過程 X0→X1 の間に系に流入した熱的なエネルギーを Q、物質的なエネルギーを Z、系が外部にした仕事を W とすると
{\displaystyle U(\mathrm {X} _{1})-U(\mathrm {X} _{0})}{\displaystyle =Q(\mathrm {X} _{0}\to \mathrm {X} _{1})}{\displaystyle +Z(\mathrm {X} _{0}\to \mathrm {X} _{1})}{\displaystyle -W(\mathrm {X} _{0}\to \mathrm {X} _{1})}
である。
熱的、物質的なエネルギーと仕事は具体的な過程に依存するが、内部エネルギーは系の状態だけで決まる。
この式を内部エネルギーの定義としている場合もあるが、熱を明確に定義することは困難である。しかし、仕事は力学的操作等によって決定できるので、閉鎖系における断熱過程、即ち Q=0 かつ Z=0 に於ける仕事によって内部エネルギーを定義するという方法がある（断熱という概念は熱を明確に定義しなくとも、力学的操作等を除いては外界の影響を受けない断熱壁という存在を経験的に知っている）。

## 完全な熱力学関数
内部エネルギーは、エントロピー S、体積 V、物質量 Ni （添字 i は成分を表す）を変数にもつ関数 U(S,V,N) の形で表されたとき完全な熱力学関数となる。よってそこからすべての熱力学的性質がわかる。
またルジャンドル変換により、エンタルピー H、ヘルムホルツエネルギー F、ギブスエネルギー G およびグランドポテンシャル J などと結びついており、これらも適当な変数を選んだときには完全な熱力学関数となる。
内部エネルギー U(S,V,N) の偏微分は
{\displaystyle {\begin{aligned}\left({\frac {\partial U}{\partial S}}\right)_{V,N}=T(S,V,N),\\\left({\frac {\partial U}{\partial V}}\right)_{S,N}=-p(S,V,N),\\\left({\frac {\partial U}{\partial N_{i}}}\right)_{S,V,N_{j}}=\mu _{i}(S,V,N)\end{aligned}}}
である。
ここで T は熱力学温度、p は圧力、μi は成分 i の化学ポテンシャルである。
従って、全微分は
{\displaystyle dU=T(S,V,N)\,dS-p(S,V,N)\,dV+\sum _{i}\mu _{i}(S,V,N)\,dN_{i}}
となる。
系のスケール変換 (U,S,V,N) → (λU,λS,λV,λN) を考えたときに
{\displaystyle \lambda U(S,V,N)=U(\lambda S,\lambda V,\lambda N)}
となり、これを λ で微分すれば
{\displaystyle U(S,V,N)=ST(\lambda S,\lambda V,\lambda N)-Vp(\lambda S,\lambda V,\lambda N)+\sum _{i}N_{i}\mu _{i}(\lambda S,\lambda V,\lambda N)}
となり、λ=1 とすれば
{\displaystyle U=TS-pV+\sum _{i}\mu _{i}N_{i}}
の関係が得られる。

## 温度による表示
内部エネルギーの自然な変数はエントロピーや体積などの示量性変数であるが、温度は測定が容易なためエントロピーに変えて温度を変数として表すことも多い。系の平衡状態が温度 T と体積 V によって指定される場合を考える。
内部エネルギー U(T,V) の温度 T による偏微分は
{\displaystyle \left({\frac {\partial U}{\partial T}}\right)_{V}=C_{V}(T,V)}
で与えられる。ここで CV 定積熱容量である。
内部エネルギー U(T,V) の体積 V による微分は熱力学的状態方程式
{\displaystyle \left({\frac {\partial U}{\partial V}}\right)_{T}=T\left({\frac {\partial p}{\partial T}}\right)_{V}-p(T,V)}
で与えられる。これは圧力を温度と体積の関数として表した状態方程式
{\displaystyle p=p(T,V)}
から計算することが出来る。
これらの式を積分すると
{\displaystyle U(T,V)=U_{0}+\int _{(T_{0},V_{0})}^{(T,V)}C_{V}(T,V)dT+\left[T\left({\frac {\partial p}{\partial T}}\right)_{V}-p(T,V)\right]dV}
としてT-V表示における内部エネルギーが計算できる。